# L’Audacieux (Schiff, 1935)
Die L’Audacieux (deutsch: Die Kühne) war ein Großzerstörer (franz. Contre-Torpilleurs) der Le-Fantasque-Klasse der französischen Marine. Sie wurde am 23. September 1940 vom australischen Schweren Kreuzer Australia während des Gefechts von Dakar schwer beschädigt und nicht wieder vollständig instand gesetzt.

## Maschinenanlage
Die Antriebsanlage der L’Audacieux bestand aus vier Wasserrohrkesseln und zwei Parsons-Turbinen. Diese trieben über zwei Antriebswellen die beiden Schrauben an. Die Maschinen leisteten 74.000 WPS. Damit konnte eine Geschwindigkeit von 37 kn (etwa 67 km/h) erreicht werden.

## Bewaffnung
Die Hauptartillerie der L’Audacieux bestand aus fünf 13,86-cm-Geschützen L/40 des Modells 1929 in Einzelaufstellung. Diese Kanone konnte eine 40,4 Kilogramm schwere Granate über eine maximale Distanz von 19.000 m feuern. Als Flugabwehrbewaffnung verfügte die L’Audacieux bei Indienststellung über vier 3,7-cm-Flugabwehrkanonen (L/60) des Modells 1925 in Einzelaufstellung und vier 13,2 mm/76 Hotchkiss M1929 in Doppelaufstellung. Als Torpedobewaffnung verfügte der Zerstörer über neun Torpedorohre in drei Dreiergruppen für den Torpedo 23DT Toulon. Zur U-Boot-Abwehr besaß die L’Audacieux zwei Wasserbombenwerfer am Heck und konnte maximal 40 Seeminen aufnehmen.

## Verbleib

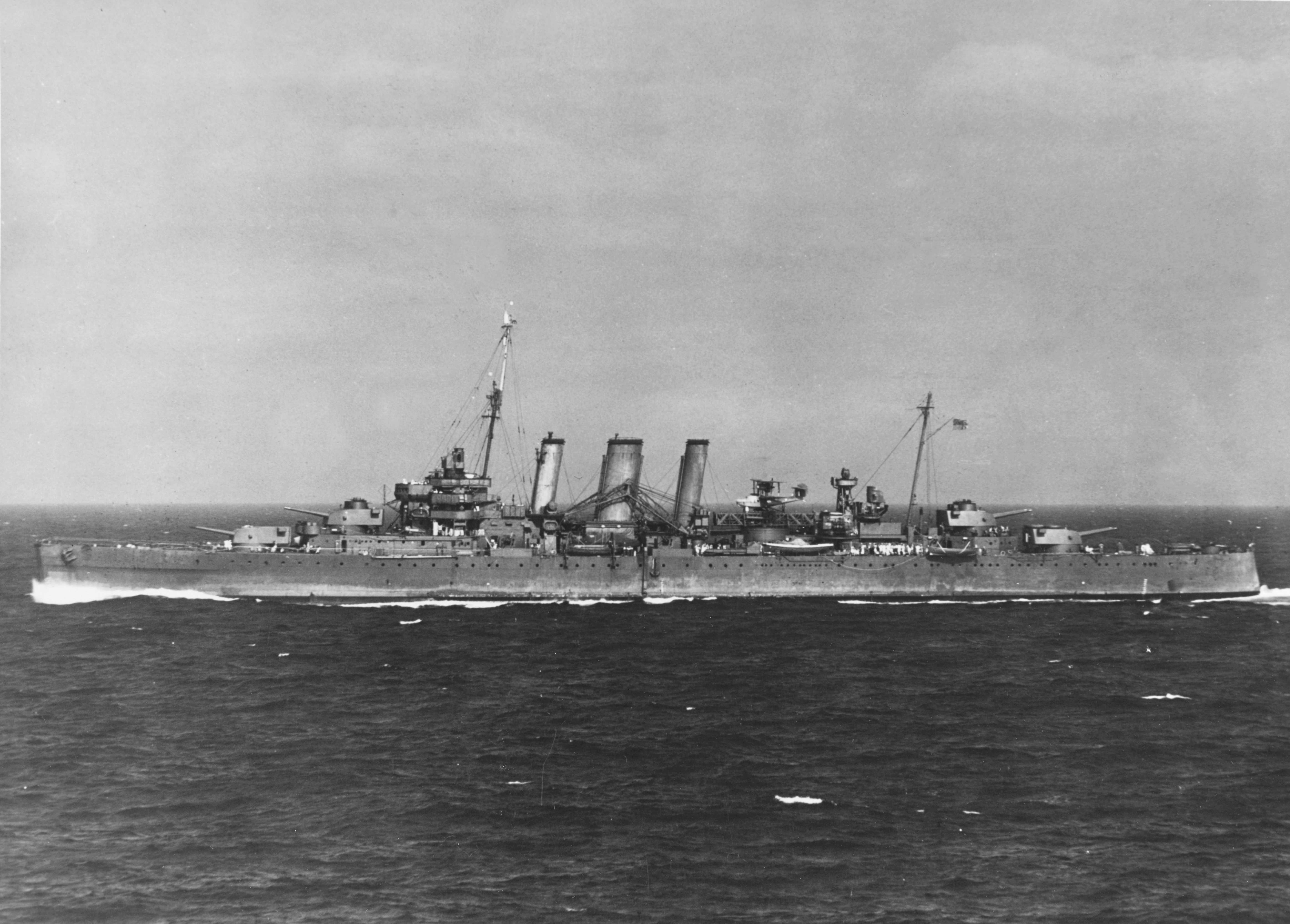
Die Australia am 31. August 1942

Am 23. September 1940 lag die L’Audacieux im Hafen von Dakar, als britische Schiffe von den Landbatterien Vichy-Frankreichs beschossen wurden. Im Rahmen des Gefechts von Dakar wurde der Hafen stark eingenebelt. Der Nebel behinderte die französischen Schiffe im Hafen, und die L’Audacieux wurde zur Aufklärung ausgeschickt. Vor dem Hafen traf sie dabei auf den Schweren australischen Kreuzer Australia, der die L’Audacieux sofort unter Beschuss nahm. Die L’Audacieux erlitt schwere Schäden an der Brücke und den Aufbauten und geriet in Brand. In der Nacht zum 24. September strandete die L’Audacieux nahe Rufisque. In dem Gefecht wurden 81 Mann der Besatzung getötet oder gelten als vermisst.
Am 11. März 1941 wurde die L’Audacieux abgedichtet und schwamm wieder auf. Sie wurde notdürftig repariert und konnte am 7. August 1942 aus eigener Kraft nach Bizerte fahren, wo sie am 22. August 1942 eintraf und direkt ins Trockendock kam. Am 8. Dezember 1942 wurde die Stadt von deutschen Truppen besetzt und das Schiff im Trockendock erobert. Die L’Audacieux bekam die Kennung ZF 5 und sollte für die Kriegsmarine wieder in Dienst gestellt werden. Am 7. Mai 1943 gaben die Deutschen die Stadt auf, sprengten die Docktore und versenkten so das Schiff erneut. Das Schiff wurde notdürftig abgedichtet, um es aus dem Dock zu bekommen. Am 14. Dezember 1943 schwamm das Wrack auf. Wegen der schweren Schäden wurde die L’Audacieux als Totalverlust abgeschrieben und für ihre Schwesterschiffe ausgeschlachtet. Die Reste des Schiffes wurden im August 1947 vor Ort abgebrochen.